# Carlos Antonio López
Carlos Antonio López Ynsfrán (n. 4 noiembrie 1792, Asunción, Paraguay – d. 10 septembrie 1862, Asunción, Paraguay) a fost liderul Paraguayului din 1841 până în 1862.

## Viața timpurie
López s-a născut la Manorá (Asunción) la 4 noiembrie 1792 și a primit educația în cadrul seminarul ecleziastic al orașului. El și-a atras ostilitatea dictatorului José Gaspar Rodríguez de Francia - reputatul său unchi, ceea ce l-a determinat să se ascundă câțiva ani.

## Cariera politică

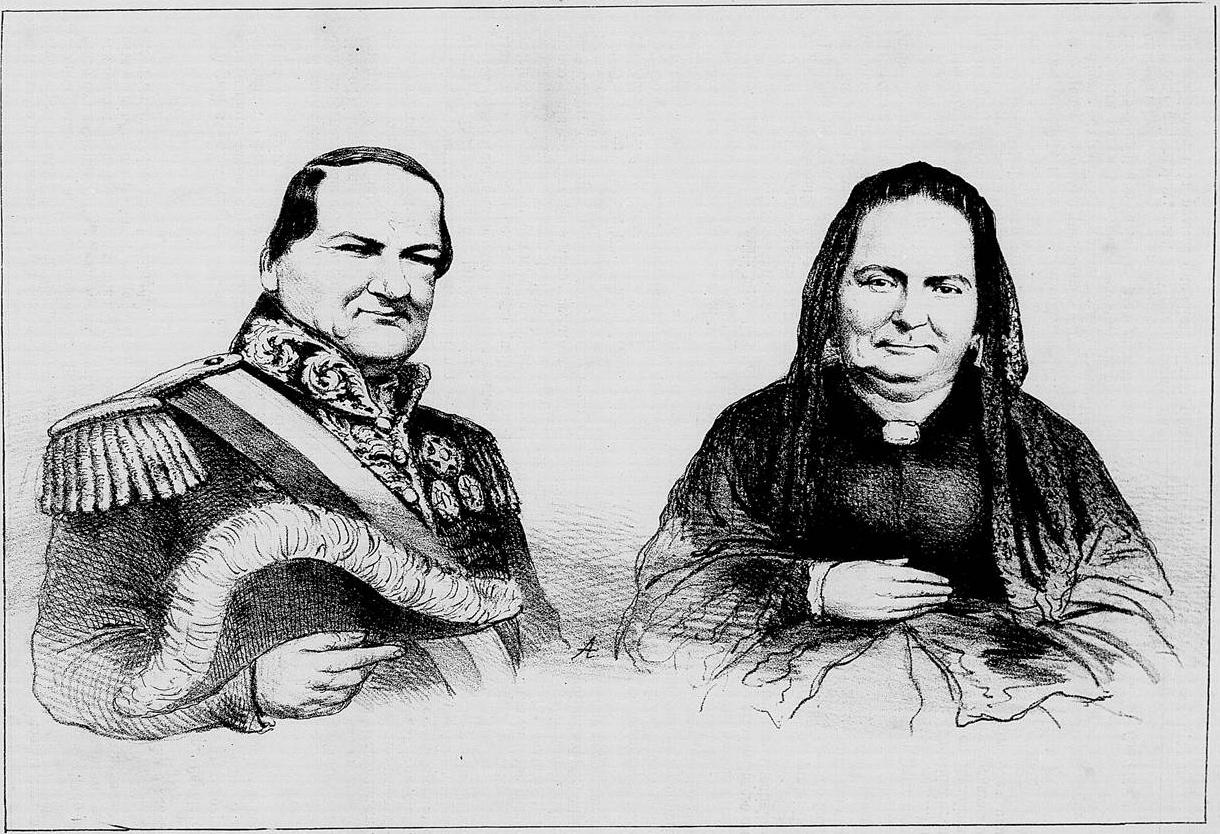
Carlos Antonio López și soția sa, Juana Pabla Carrillo.

Pentru scurt timp a fost secretar al juntei militare care a condus țara din 1840 până în 1841, după moartea lui José Gaspar Rodríguez de Francia. În 1841, Congresul l-a ales ca prim consul al țării - un post echivalent cu cel de președinte - alături de Mariano Roque Alonso. În 1844, l-a exilat pe Roque și și-a asumat puteri dictatoriale. Câteva luni mai târziu, Congresul a adoptat o nouă constituție care a schimbat titlul de șef al statului din consul în cea de președinte și l-a ales în noul post pentru un mandat de 10 ani. Constituția l-a însărcinat pe López cu puteri aproape de cele pe care „El Supremo” le-a deținut mare parte din cei 26 de ani ai guvernării sale, codificând efectiv puterile dictatoriale pe care le-a prins cu doar câteva luni mai devreme. Documentul nu includea garanții ale drepturilor civile; cuvântul „libertate” nici măcar nu a fost menționat în text.
A fost reales pentru un mandat de trei ani în 1854, apoi a fost reales în alegeri succesive pentru zece și trei ani, iar în 1857 din nou pentru zece ani, cu puterea de a-și desemna propriul succesor.
Guvernul său s-a ocupat de dezvoltarea extragerii principalelor resurse ale Paraguayului și de consolidarea forțelor armate ale țării. A contractat numeroși tehnicieni străini, în special englezi, și a construit formidabila Cetatea Umanității.
Abordarea sa asupra afacerilor externe l-a implicat de mai multe ori în dispute diplomatice cu Imperiul Braziliei, Statele Unite și Imperiul Britanic, care au dus aproape război. Guvernul său era oarecum mai tolerant față de opoziție decât cel al lui Francia. A eliberat toți prizonierii politici la scurt timp după ce a luat puterea deplină și, de asemenea, a luat măsuri pentru abolirea sclaviei.
Fiul său cel mai mare, Francisco Solano López (1827-1870), i-a succedat ca președinte după moartea sa. Un barrio din Asuncion este numit după el.